# Filip VI Walezjusz
Filip VI, zwany Szczęśliwym (fr. Philippe de Valois; ur. w 1293, zm. 22 sierpnia 1350) – król Francji 1328–1350. Pierwszy władca z dynastii Walezjuszów.
Syn Karola de Valois (13 lutego 1270 – 16 lutego 1325) i jego pierwszej żony, Małgorzaty Andegaweńskiej, córki króla Neapolu Karola II Kulawego. Wnuk króla Francji – Filipa III Śmiałego i jego pierwszej żony - Izabeli Aragońskiej. Hrabia Maine, Valois i Andegawenii od 1325 r. Po śmierci Karola IV został wybrany królem Francji i koronowany 25 maja 1328.
W wyniku pretensji do tronu francuskiego zgłaszanych przez jego kuzyna - króla Anglii, Edwarda III, od 1337 prowadził z Anglikami wojnę - tzw. wojnę stuletnią (1337-1453).

## Wczesne lata życia i rodzina
Filip urodził się w 1293 r. Był przedstawicielem bocznej linii Kapetyngów. Jego matka zmarła w 1299, ojciec zaś w 1325 r. – wówczas odziedziczył hrabstwa Valois, Maine i Andegawenii. Filip był znakomitym rycerzem, który lubił stawać w turniejach. Podobnie jak ojciec, całe życie snuł plany zorganizowania wyprawy krzyżowej.
Był dwukrotnie żonaty. Po raz pierwszy ożenił się w lipcu 1313 r. Poślubił wówczas Joannę Burgundzką, zwaną Kulawą (1293 – 12 września 1348), córkę księcia Burgundii Roberta II i Agnieszki, córki króla Francji Ludwika IX Świętego. Joanna była apodyktyczną osobą, która zawsze forsowała swoje zdanie. Według współczesnych to ona faktycznie rządziła Francją. Filip miał z nią sześciu synów i dwie córki:
- Filip (ur. i zm. 1315)
- Joanna (ur. i zm. 1317)
- Jan II Dobry (26 kwietnia 1319 – 8 kwietnia 1364), król Francji
- Maria (1326 – 22 września 1333)
- Ludwik (ur. i zm. 17 stycznia 1328)
- Ludwik (8 – 23 czerwca 1330)
- Jan (1332 – 2 października 1333)
- Filip (1 lipca 1336 – 1 września 1375), książę Orleanu

29 stycznia 1349 w Paryżu poślubił Blankę d’Évreux (1331 – 5 października 1398), córkę hrabiego Filipa d’Évreux i królowej Nawarry Joanny II, córki króla Francji Ludwika X Kłótliwego. Filip i Blanka mieli razem jedną córkę:
- Joanna (maj 1351 – 16 września 1371)

Filip miał również dwóch nieślubnych synów:
- Jan d’Armagnac (zm. po 1350)
- Tomasz de La Marche (1317 – 1361), pan de La Marche, syn Filipa i Beatrix de la Berruere

## Król Francji
1 lutego 1328 r. zmarł po ciężkiej chorobie król Karol IV Piękny, ostatni przedstawiciel głównej linii dynastii Kapetyngów. Nie pozostawił po sobie męskiego potomka, a zgodnie z ustanowionym w 1316 r. prawem tronu Francji nie mogły dziedziczyć kobiety. Jego żona, Joanna d’Évreux, była w tym czasie w zaawansowanej ciąży. Jeśli urodziłaby syna, zostałby on królem. Należało jednak ustanowić regenta na czas ciąży królowej i małoletności potencjalnego króla. W razie gdyby urodziła się córka, regent zostałby kolejnym królem.
Kandydatów do regencji było trzech: Filip d’Évreux, król Anglii Edward III i właśnie Filip de Valois. Filip d’Évreux był wnukiem króla Filipa III i mężem Joanny z Nawarry, córki króla Ludwika X. Jego kandydatura upadła ponieważ nie cieszył się on poparciem parów Francji, a i on sam nie starał się o koronę. Filip de Valois zyskał sobie jego poparcie obiecując przekazać mu i jego żonie królestwo Nawarry. Edward III był synem Izabeli, córki Filipa IV Pięknego, siostrzeńcem ostatniego króla. Perspektywa objęcia tronu przez Anglika nie spodobała się francuskim panom. Zasadę, że kobieta nie może dziedziczyć tronu Francji rozszerzono również na potomków kobiety. Po utrąceniu angielskiej kandydatury jedynym kandydatem do regencji pozostał Filip de Valois.
Dwa miesiące później, 1 kwietnia 1328 r., królowa Joanna urodziła córkę, Blankę. Hrabia de Valois został więc królem Filipem VI. Jedną z jego pierwszych decyzji było skazanie na śmierć Pierre’a de Rémy, skarbnika Karola IV, oskarżonego o nadużycia finansowe. Koronacja Filipa odbyła się w katedrze w Reims 29 maja 1328 r. Całe uroczystości koronacyjne trwały pięć dni. Podczas nich król Filip obiecał hrabiemu Flandrii Ludwikowi I pomoc w odzyskaniu jego hrabstwa, z którego Ludwik został wygnany przez własnych poddanych.
Nowy król (zwany podówczas popularnie „królem znajdkiem”) spełnił swoją obietnicę już latem 1328 r. Na początku sierpnia armia francuska wkroczyła do Flandrii. Rychło odniesiono pierwszy sukces, zdobywając i plądrując Brugię. Wkrótce jednak obóz francuski został znienacka zaatakowany przez Flamandów. Piechota francuska uciekła z pola bitwy, ale rycerstwu udało się przeprowadzić szarżę, która rozbiła flamandzką piechotę. Flandria została poskromiona, a Ludwik I przywrócony do władzy.
Kolejny problemem była sprawa Gujenny, angielskiej enklawy na kontynencie. Po koronacji Filipa król Edward III nie złożył zwyczajowego hołdu. Hołd został złożony dopiero w 1329 r., aczkolwiek stosunki francusko-angielskie pozostały napięte. Nie określono granic lenna Gujenny, więc francuscy urzędnicy często wtrącali się w sprawy, które Anglicy uważali za własne sprawy wewnętrzne. Oprócz Gujenny i nieprzywoływanych na razie praw Edwarda do francuskiego tronu istniały jeszcze inne przyczyny napięć. Jedną z nich była sprawa Szkocji. W 1333 r. przy poparciu Anglików tron szkocki objął pretendent Edward Balliol. Prawowity król, Dawid II Bruce, uciekł do Francji, która wspierała jego szkockich stronników.

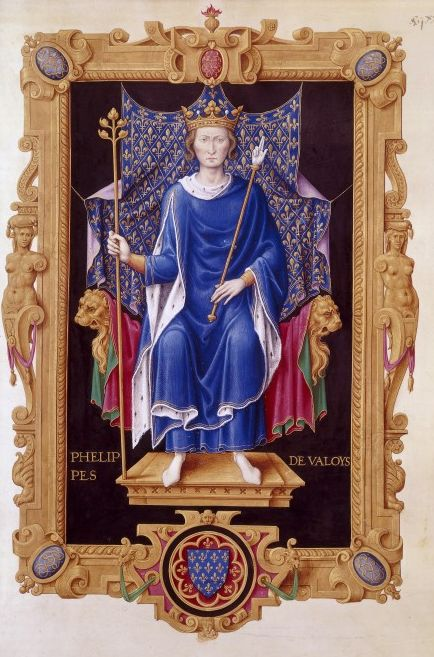
Filip VI de Valois

Wkrótce doszło do zerwania między królem Filipem a jednym z jego dotychczas najwierniejszych stronników, Robertem d’Artois, hrabią Beaumont, który podczas uroczystości hołdu Edwarda III w 1329 r. wystąpił z żądaniem do króla o ponownie rozpatrzenie jego sporu ze swoją ciotką, Mahaut, o hrabstwo Artois, które w 1309 r. Filip IV Piękny przyznał Mahaut. W 1331 r. Robert został oskarżony o fałszerstwo dokumentów i uciekł z kraju. Po kilkuletniej tułaczce przybył na dwór Edwarda III i zaczął zachęcać go do podniesienia pretensji do francuskiego tronu.
Filip VI kilka razy zażądał od Edwarda wydania Roberta, ale zawsze bezskutecznie. Wreszcie sięgnął po środek ostateczny. 24 maja 1337 r. ogłosił konfiskatę lenna Gujenny. Rozpoczęła się wojna stuletnia.

## Wojna stuletnia
Właściwy początek konfliktu miał miejsce we Flandrii. W 1337 r. hrabia Ludwik I na polecenie Filipa wydał zakaz handlu z Anglią. W odpowiedzi Edward aresztował przebywających w Anglii kupców flamandzkich i nałożył embargo na Flandrię. Hrabstwo stanęło w obliczu ruiny ekonomicznej. W 1338 r. w Gandawie doszło do rebelii. Hrabia Ludwik musiał opuścić kraj, a Flandria poddała się władzy Edwarda III. W 1338 r. Edward wylądował na kontynencie. Udało mu się zyskać poparcie cesarza Ludwika IV, który mianował go wikariuszem cesarskim.
Po sukcesach we Flandrii Anglicy zaatakowali w 1339 r. Pikardię. Filip ruszył przeciwko nim, ale nie zdecydował się na bitwę. Postanowił natomiast zaatakować Anglię. Jednak zgromadzona flota została 22 czerwca 1340 r. zniszczona pod Sluys. W lipcu 1340 r. Edward III obległ Tournai. Filip ruszył miastu na odsiecz, ale do bitwy ponownie nie doszło. Edward, trapiony problemami finansowymi, ponownie opuścił kontynent.
Wkrótce pojawił się nowy teatr wojny. W 1341 r. zmarł książę Bretanii Jan III. Nie pozostawił on potomstwa. Do walki o tron przystąpili jego młodszy brat, Jan de Montfort, i bratanica, Joanna de Penthievre, wraz z mężem, Karolem de Blois. Jana popierał Edward III, a Joanna i Karol cieszyli się poparciem Filipa VI. Wojna trwała ponad 20 lat. Ostatecznie na tronie zasiadł syna Jana de Montfort, Jan V.
W 1343 r. mediacji między walczącymi stronami podjął się papież Klemens VI. Edward zażądał pełnej suwerenności dla Księstwa Akwitanii, na co nie zgodził się Filip. Wojna trwała więc dalej. W 1345 r. hrabia Derby zaatakował Agenais i zdobył Angoulême. Angielskie siły w Bretanii pod wodzą Thomasa Dagwortha również pustoszyły kraj. Na wiosnę 1346 r. syn Filipa, Jan, książę Normandii, poprowadził wielką francuską ofensywę na Akwitanię.
Tymczasem do Francji ponownie przybył Edward III. Nie wylądował jednak w Akwitanii, ale w nieprzygotowanej do wojny Normandii. Szybko zdobył miasta Caen i Poissy oraz spustoszył całą Normandię. Filip zebrał armię i ruszył za Edwardem, który cofnął się za Sommę. 26 sierpnia 1346 r. poniósł straszliwą klęskę pod Crécy, tracąc większość armii. Edward nie ruszył jednak na Paryż, rozpoczął natomiast oblężenie Calais. W lipcu 1347 r. Filip przybył miastu z odsieczą, ale Edward nie wydał bitwy. Filip odstąpił w sierpniu. Miasto skapitulowało niedługo później.

## Ostatnie lata
Klęska pod Crécy i utrata Calais spowodowała, że Stany Generalne odmówiły podatków na planowaną przez Filipa wyprawę do Anglii. W 1348 r. na wyniszczoną wojną Francję spadła kolejna klęska - epidemia czarnej śmierci, która zabiła 1/3 populacji. Wśród ofiar znalazła się królowa Joanna. Filip wkrótce ożenił się ponownie, z młodą i piękną Blanką d’Évreux, narzeczoną swojego syna Jana.
Będący dotąd okazem zdrowia król zmarł już rok po ślubie od, jak to ujął Michelet, nadużywania uciech cielesnych. Został pochowany w bazylice Saint-Denis w Paryżu. Jego wnętrzności zostały pochowane w paryskim klasztorze dominikanów, a serce w Bourgfontaine-en-Valois. Jego następcą został jego najstarszy syn, Jan II Dobry.

## Filip w kulturze
Postać Filipa VI pojawia się w cyklu powieściowym Maurice’a Druona Królowie przeklęci. Filip pojawia się w dwóch książkach tej serii: Wilczyca z Francji oraz Lew i lilie. Filip występuje również w obu ekranizacjach serii. W wersji z 1972 r. w reżyserii Claude’a Brama w postać Filipa wcielił się Benoît Brione. W wersji z 2005 r. w reżyserii Josée Dayan w postać Filipa wcielił się Malik Zidi.